# Pier Jacopo Alari Bonacolsi
Pier Jacopo Alari Bonacolsi (Gazzuolo?, 1460 – Gazzuolo, luglio 1528) è stato uno scultore e orafo italiano.

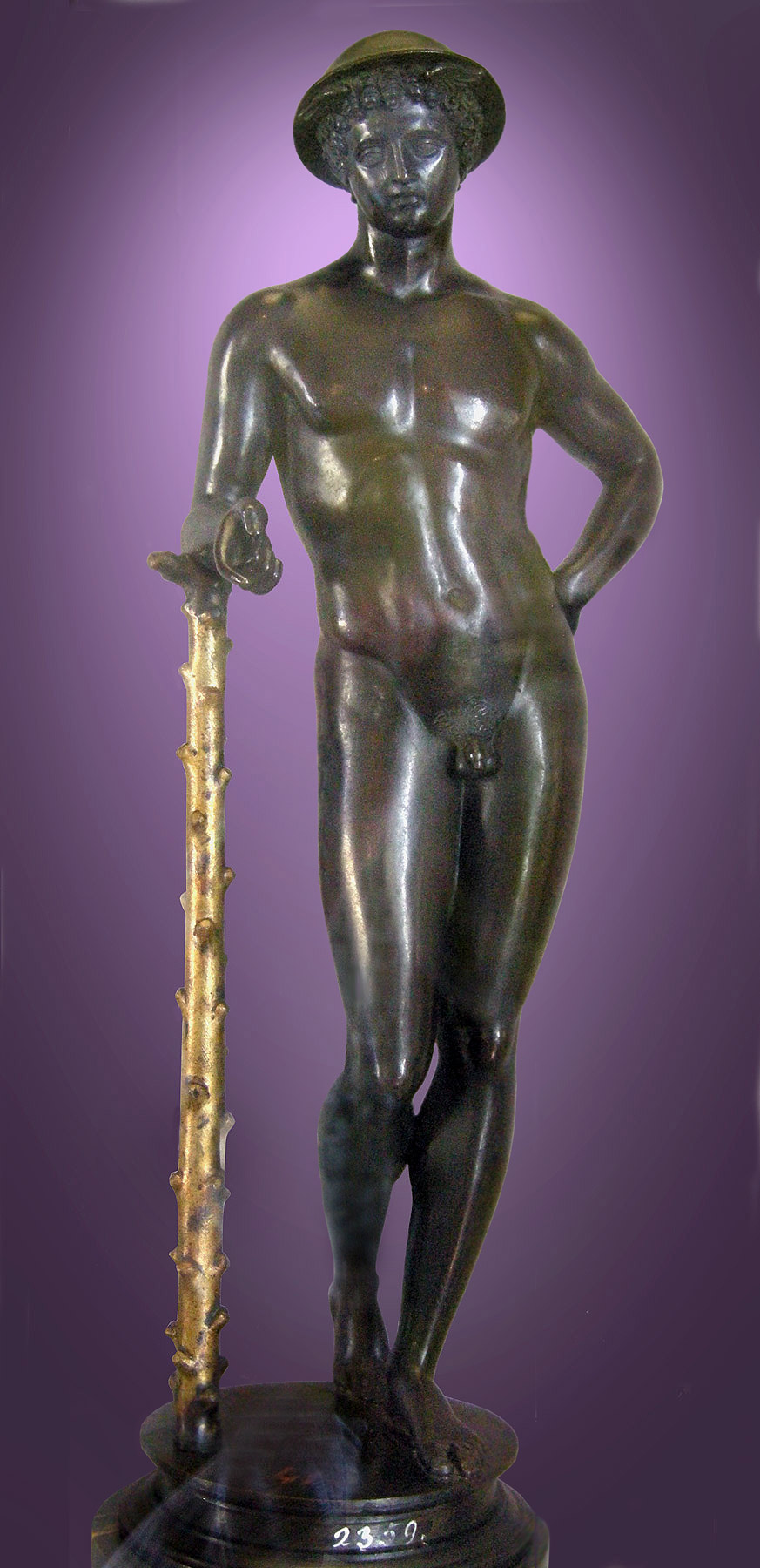
Mercurio

Fu detto l'Antico — epiteto che avrebbe in seguito originato la contrapposizione con il Moderno, ossia l'orafo e medaglista Galeazzo Mondella — per la sua abilità nel riprodurre in piccolo formato, prevalentemente utilizzando il bronzo e il bronzo dorato, antiche statue dell'epoca greco-romana, come l'Apollo del Belvedere, il gruppo del Laocoonte e le teste degli Imperatori interpretando così le aspirazioni culturali e l'ideale di bellezza del Rinascimento italiano.

## Biografia
Probabilmente nato a Gazzuolo, vicino a Mantova, fece il suo apprendistato presso l'orafo Andrea Briosco, detto il Riccio, divenendone poi il principale concorrente sulla piazza.
Divenuto un protetto della famiglia Gonzaga di Mantova e del ramo cadetto di Bozzolo dove possedeva una stanza nel castello, creò nel 1479 un paio di medaglie commemorative per il matrimonio del figlio di Ludovico Gonzaga, Gianfrancesco Gonzaga e Antonia del Balzo.
Dal 1490 lavorò per Isabella d'Este e Francesco II, arricchendo delle sue opere il celeberrimo studiolo di Isabella. Per conto della marchesa di Mantova nel 1496 si recò a Roma per reperire pezzi di antichità per la sua collezione. Lavorò anche per il vescovo di Mantova Ludovico Gonzaga, collezionista d'arte, per il quale realizzò numerose statuette e busto in bronzo. Intorno al 1523, per i suoi alti meriti artistici, venne nominato da Isabella d'Este direttore dei porti e dei mulini di Mantova.
Morì a Gazzuolo nel luglio 1528.

## Opere

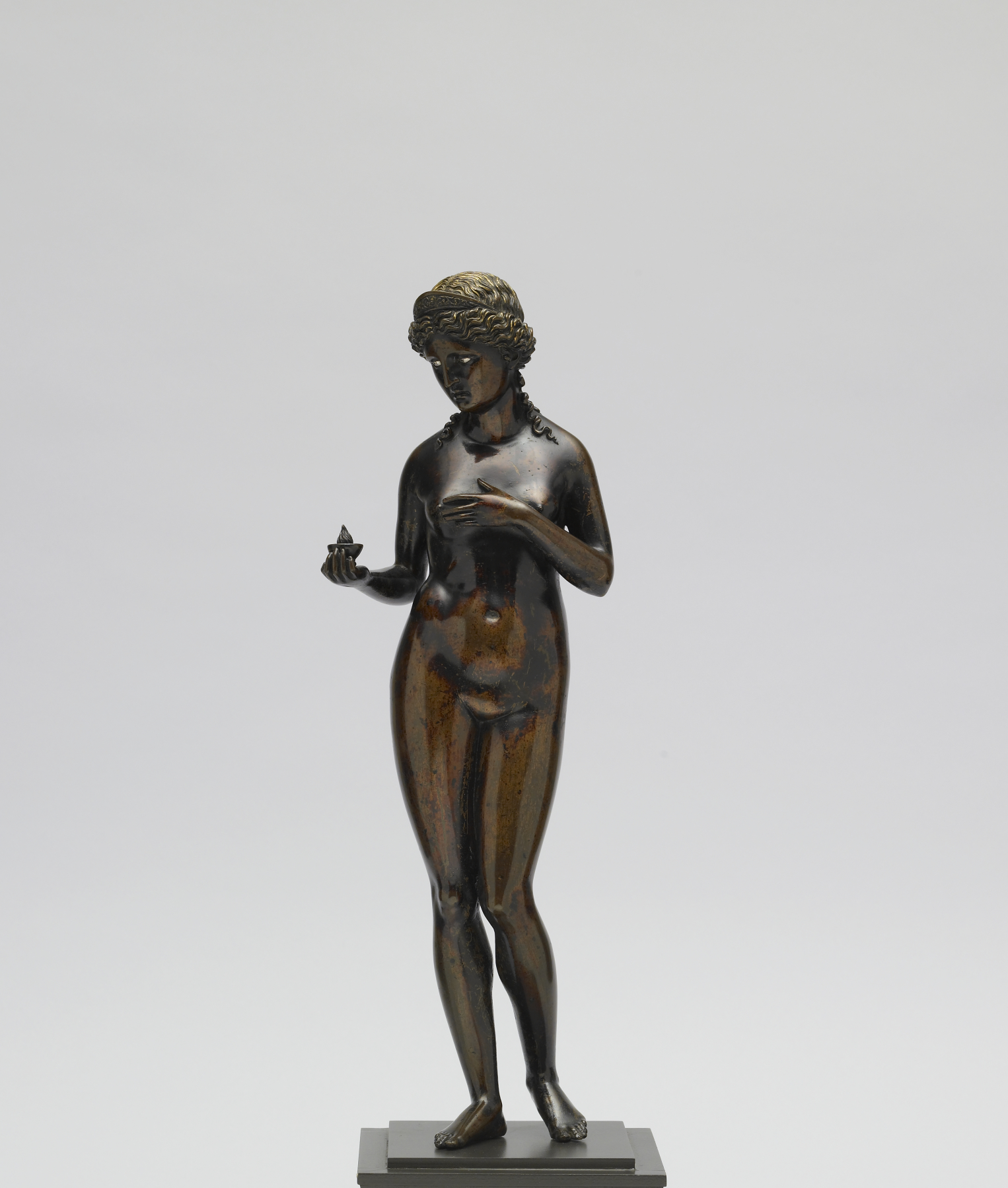
Venus Caritas

- Eros, 1490, Firenze, museo del Bargello
- Bacco e Arianna, Vienna, Kunsthistorisches Museum
- Mercurio, Vienna, Kunsthistorisches Museum
- Ercole e Anteo, Vienna, Kunsthistorisches Museum
- Atropos, Vienna, Kunsthistorisches Museum
- Statua equestre di Marco Aurelio, Vienna, Kunsthistorisches Museum
- Vaso Gonzaga (1491), Modena, Galleria Estense
- Ercole e Anteo, Londra, Victoria and Albert Museum
- Meleagro, Londra, Victoria and Albert Museum
- Paride, New York, Metropolitan Museum
- Spinarium, New York, Metropolitan Museum[7]
- Venere felix, Vienna, Kunsthistorisches Museum[8]
- Apollo, Francoforte, The Liebieghaus[9]
- Cleopatra, Boston, Museum of Fine Arts[10]

## Discendenza
Pier Jacopo ebbe due figli:
- Federico
- Alessandro

entrambi al servizio dei Gonzaga.

## Galleria d'immagini

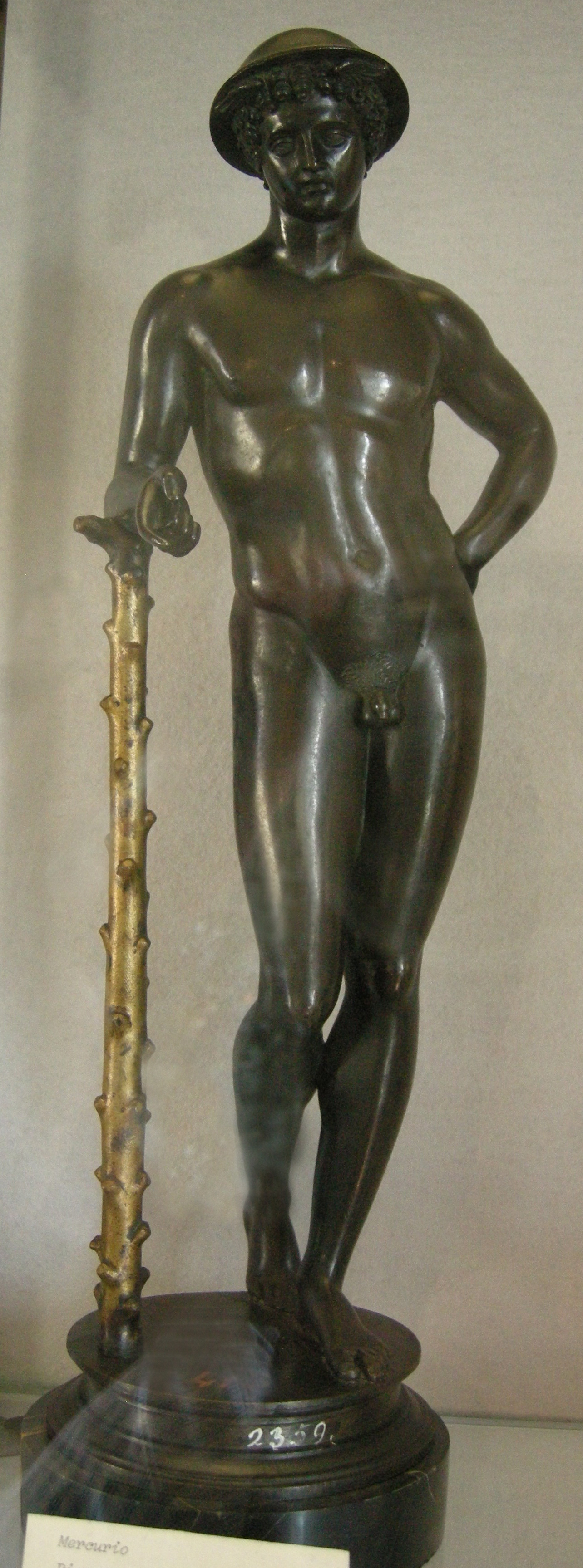
Mercurio
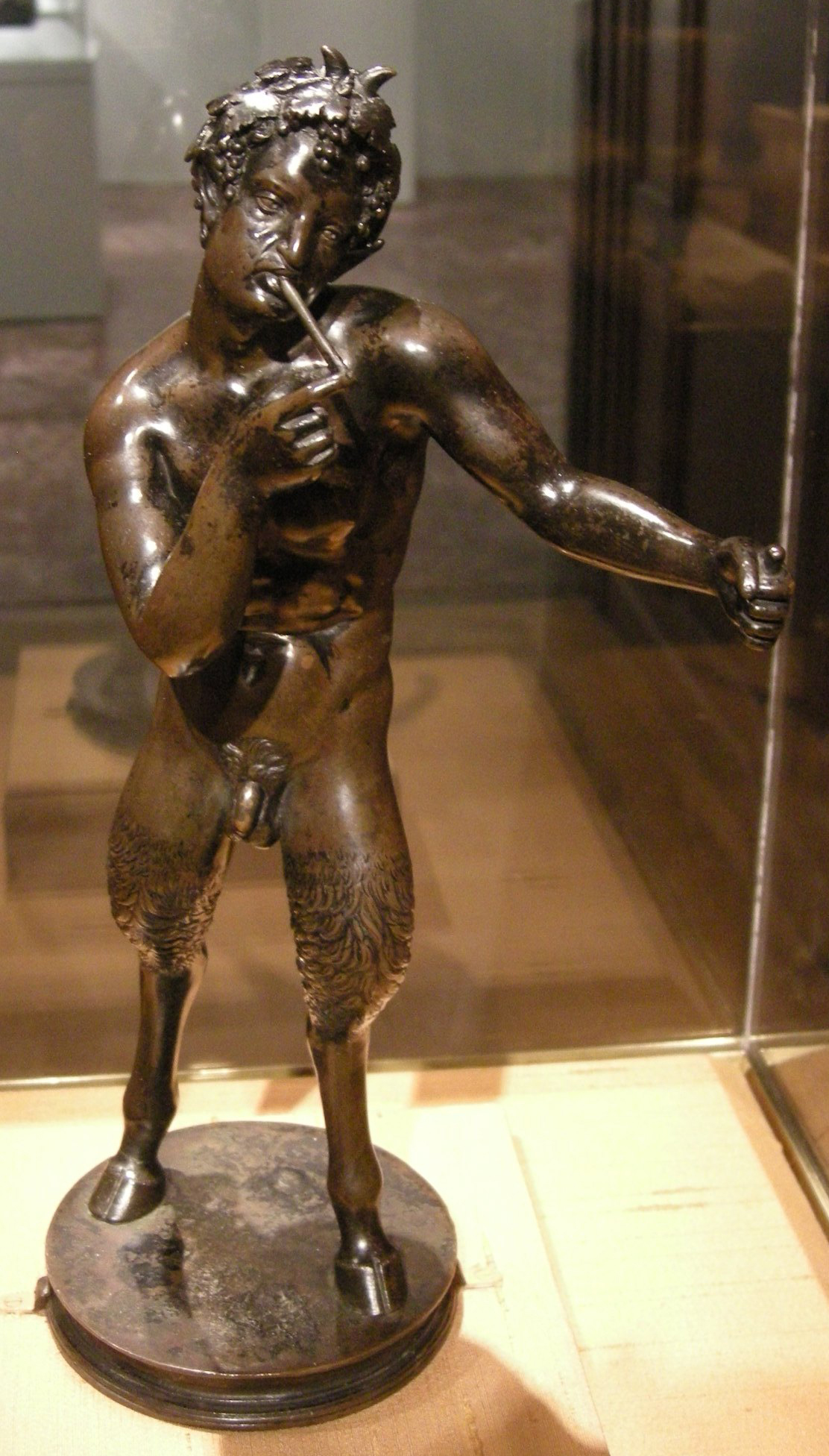
Satiro
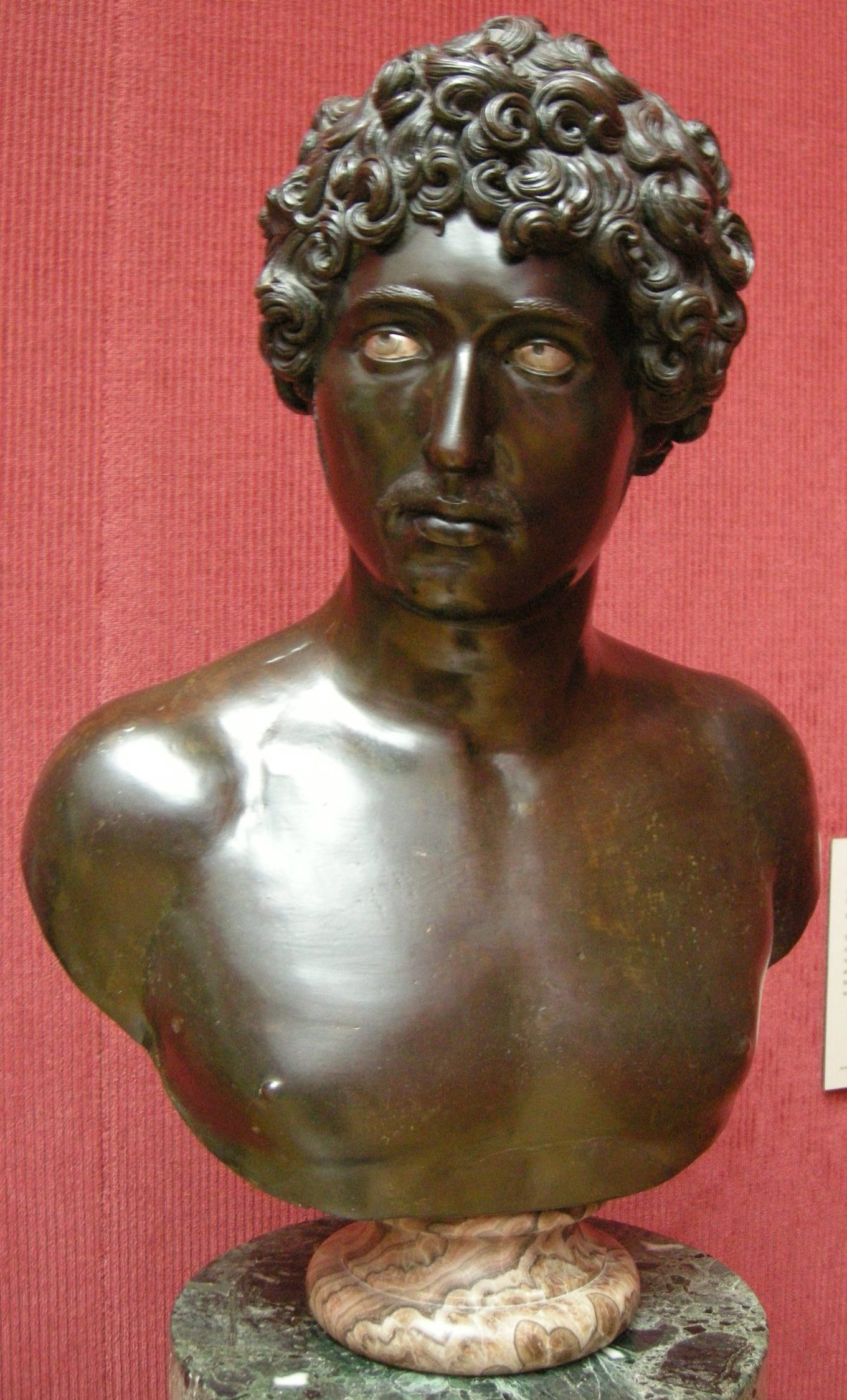
Busto di giovane
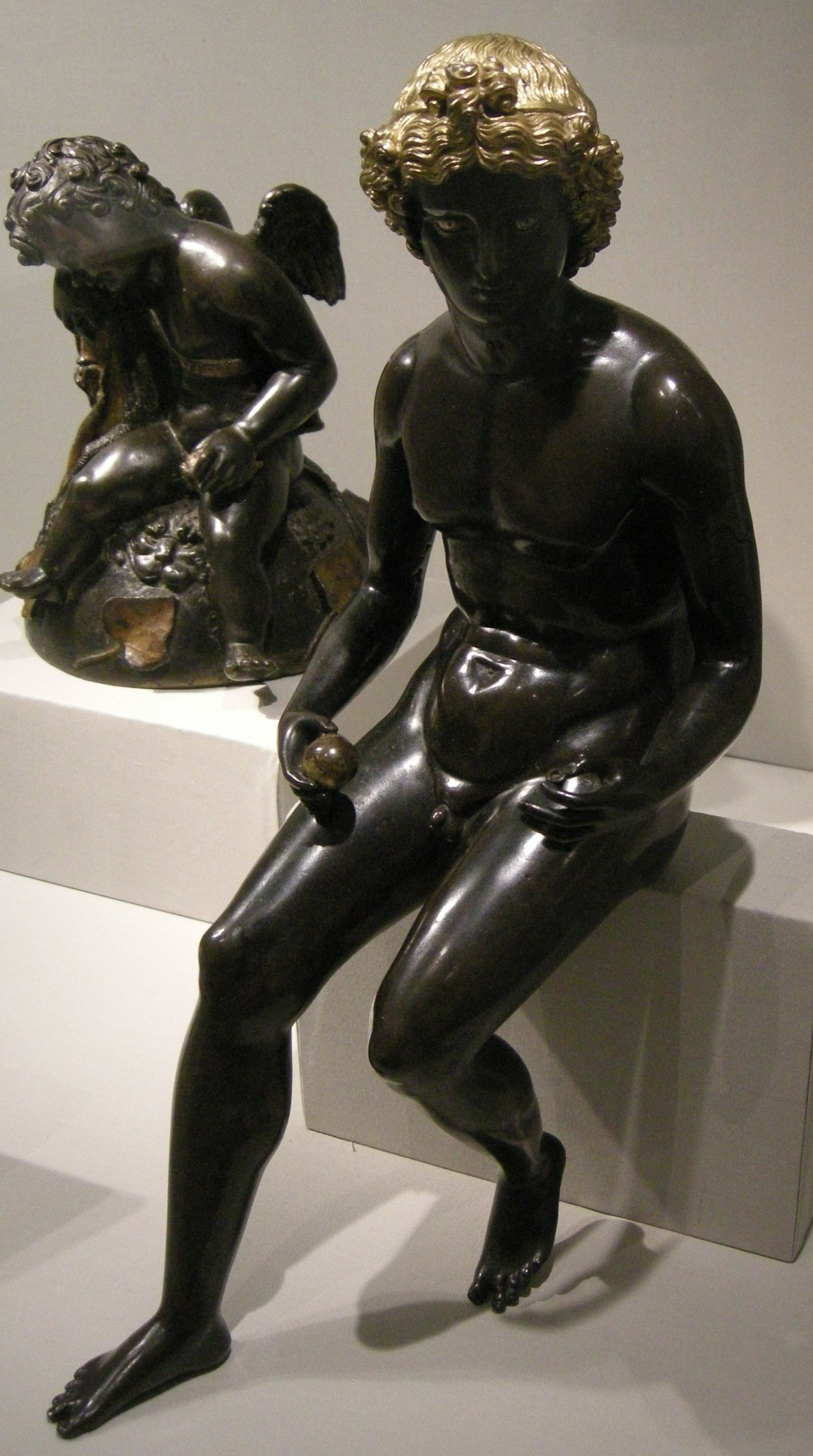
Paride seduto
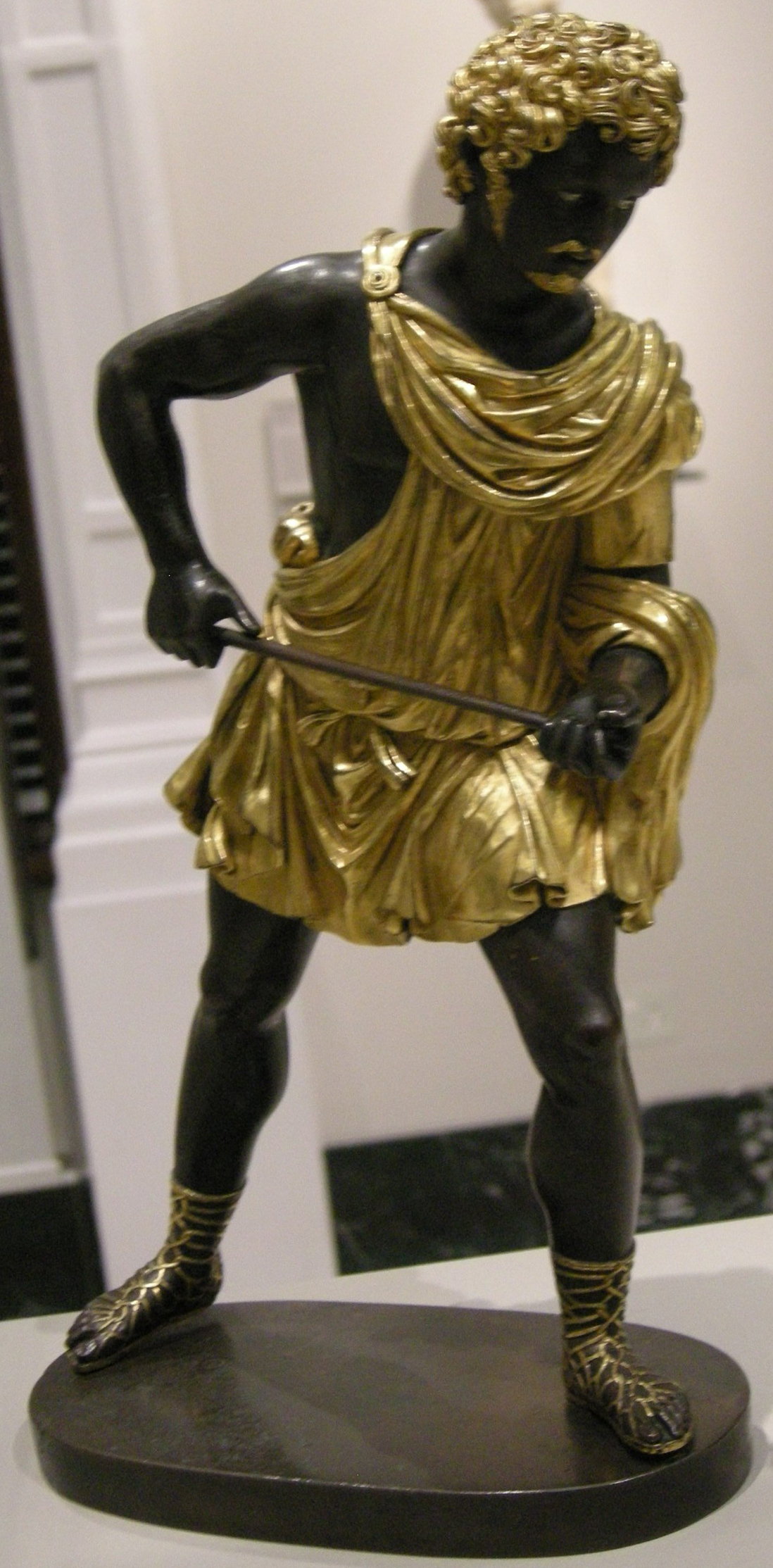
Melagro
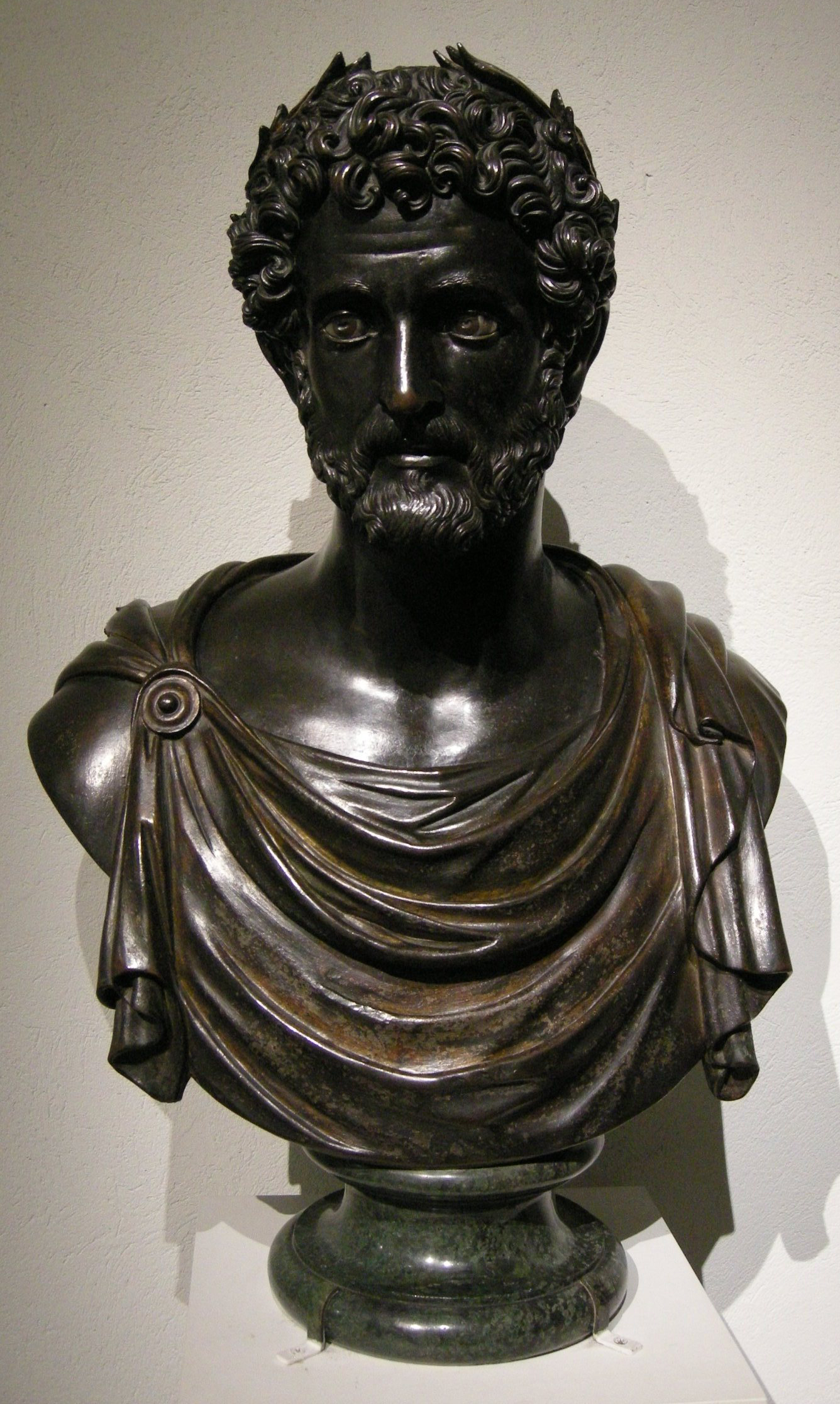
Antonino Pio
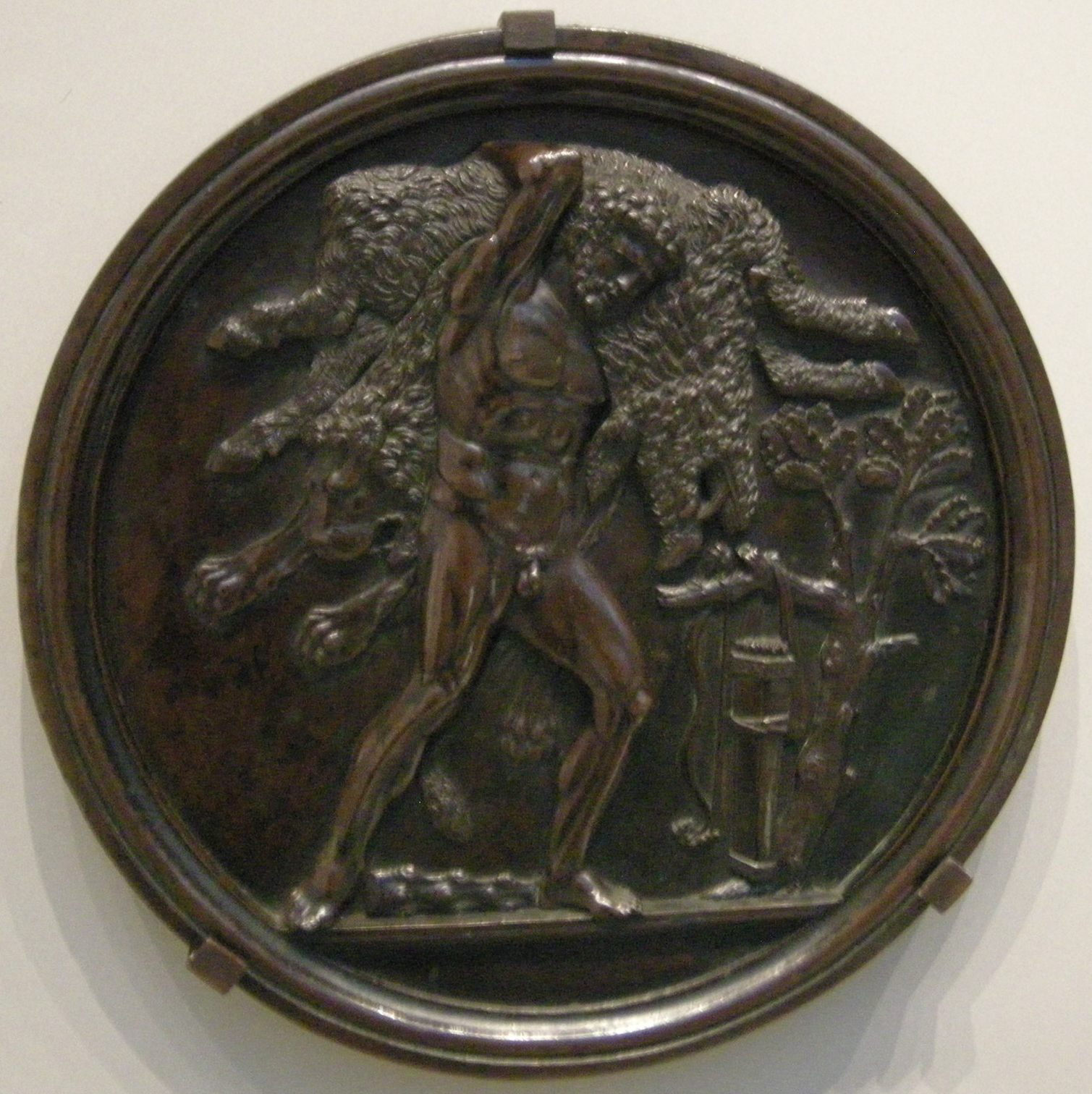
Ercole con cinghiale
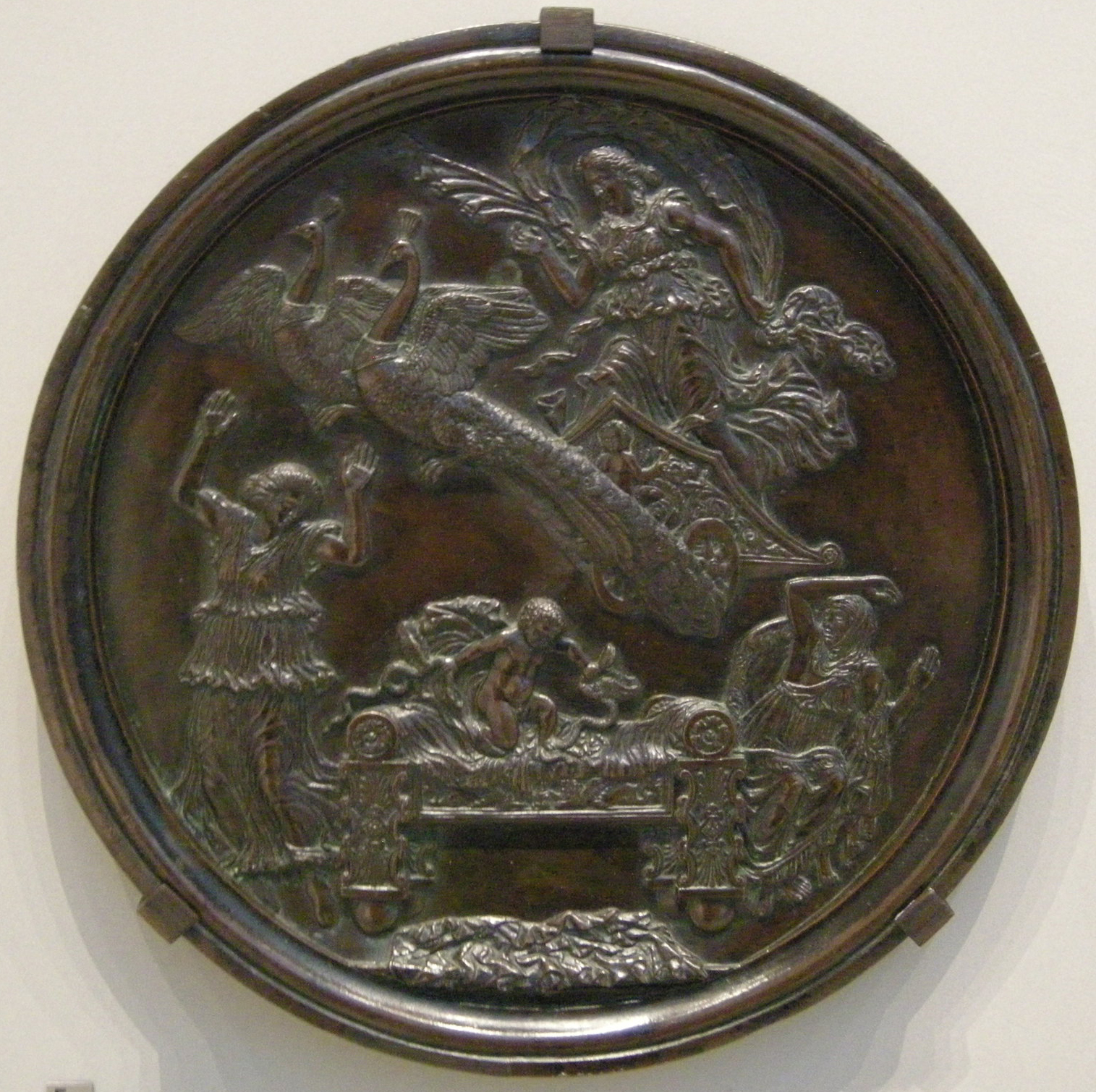
Ercole uccide i serpenti
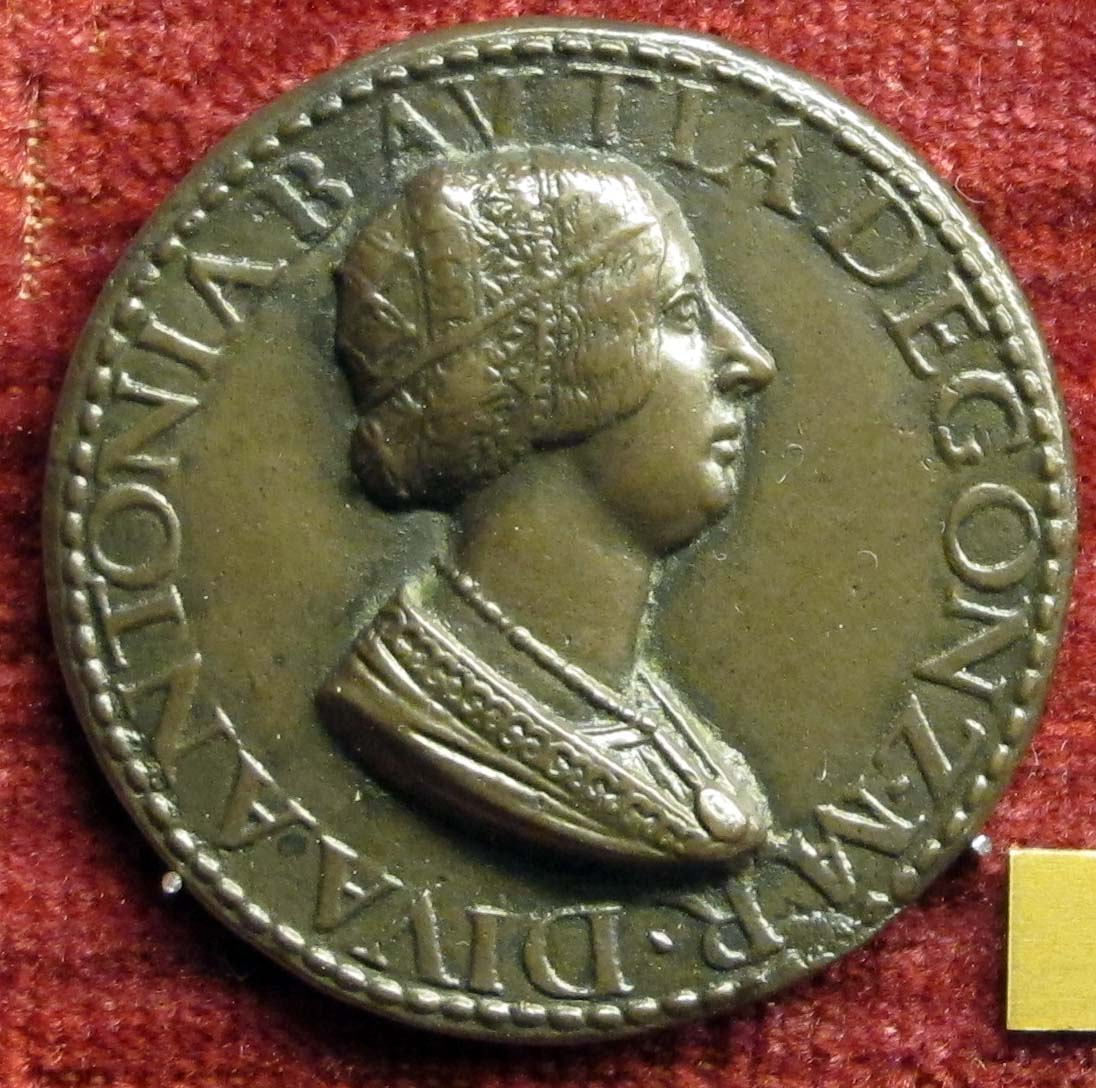
Medaglia di Antonia del Balzo